# Koloman Moser
Koloman Moser —conocido también como Kolo Moser— (Viena, 30 de marzo de 1868-ib., 18 de octubre de 1918) fue un artista austriaco que ejerció considerable influencia en el arte gráfico de principios del siglo xx, además de ser unos de los más destacados artistas de la Secesión de Viena. Asimismo fue cofundador de los Talleres de Viena —conocidos como Wiener Werkstätte—.

## Biografía

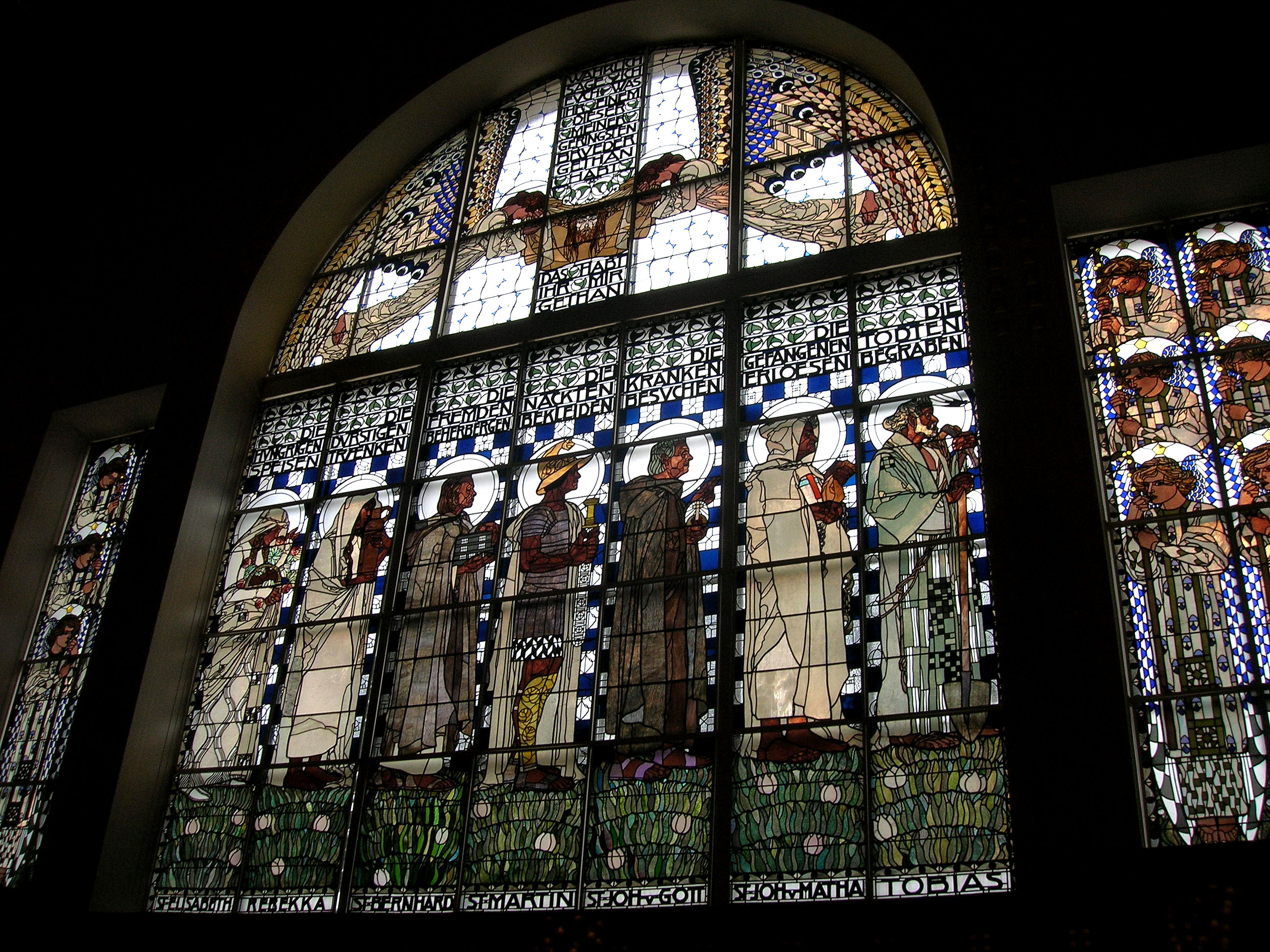
Iglesia de San Leopoldo de Viena.

A lo largo de su vida, Moser diseñó una amplia gama de trabajos artísticos: libros y gráficos desde estampillas a viñetas para revistas, moda, vitrales, porcelanas y cerámicas, vidrio soplado, vajilla, platería, joyería y mobiliario, entre otros. 
Estudió en la Academia de Viena y la Escuela de Artes Aplicadas (Kunstgewerbeschule) donde también dio clases a partir de 1899.
Sus diseños para arquitectura, mobiliario, joyería, gráfica y tapicería ayudaron a caracterizar los trabajos de su era. Moser trajo las líneas limpias y los motivos repetidos del arte y la arquitectura grecorromano clásico en respuesta a la decadencia de tipo barroca de los alrededores de la Viena de cambio de siglo.
Entre 1901 y 1902 publicó un catálogo titulado Die Quelle [El origen] de elegantes diseños gráficos para cosas como tapicería, tejidos y empapelados.

 
En 1903 Moser, junto a su colega Joseff Hoffmann, se convirtió en fundador de la Wiener Werkstätte, cuyos estudios y artesanos produjeron variados artículos del hogar diseñados de manera estética y funcional, incluyendo cristalería, platería y textiles. 

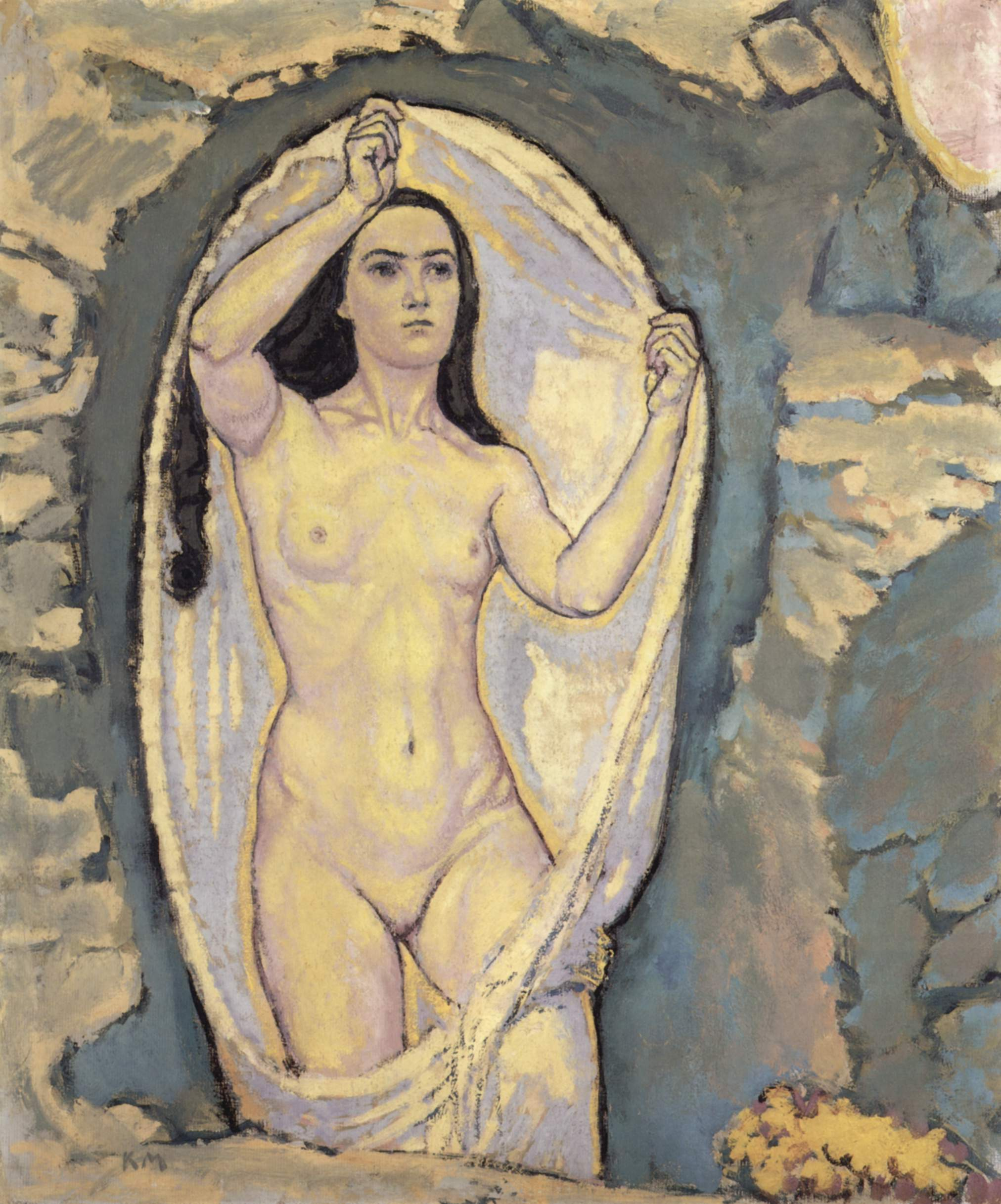
Venus in the Grotto (ca. 1915).

En 1904 diseñó el arco ábside de mosaicos y vitral para la Iglesia de San Leopoldo de Viena (Kirche am Steinhof).
En 1905, junto al grupo de Gustav Klimt, se separó de la Secesión de Viena. El mismo año se casó con Editha «Ditha» Mautner von Markhof, la hija de uno de los dueños de una las grandes fortunas industriales de Austria. En 1907 Kolo Moser se retiró de los Talleres de Viena debido a conflictos internos con su administración.

## Homenajes
En octubre de 2008 el correo austríaco emitió un sello postal en su homenaje coincidiendo con el 90.° aniversario de su fallecimiento.